# Grêmio Novorizontino
Grêmio Novorizontino, usualmente conocido como Novorizontino, es un club de fútbol brasileño de la ciudad de Novo Horizonte en el Interior del Estado de São Paulo. Fue fundado el 1 de marzo de 2010 y actualmente disputa el Campeonato Brasileño de Serie B y el Campeonato Paulista. Sus colores predominantes son el amarillo y el negro.

## Historia
El Grêmio Novorizontino vino a llenar el hueco que dejó el Grêmio Esportivo Novorizontino en 1999. Después de pasar sus primeros años en el fútbol amateur, el club se unió a la Federación Paulista de Futebol en 2010, pero no compitió en ella hasta 2012.
Ese primer año de profesional logra el ascenso al quedar cuarto en el Campeonato Paulista Serie B (cuarta categoría estatal). En 2014, su segunda temporada en el Campeonato Paulista Serie A3 (tercera categoría estatal), logró el campeonato y el ascenso al Campeonato Paulista Serie A2.
El 28 de abril de 2015, Novorizontino consigue un nuevo ascenso a la Serie A1 al quedar en segundo lugar en el torneo.
En el Campeonato Paulista de 2017 logró avanzar hasta la Fase Final, donde caería eliminado en cuartos de final ante Palmeiras, tras esto logró clasificar por primera vez al Campeonato Brasileño de Serie D.
En el Campeonato Paulista de 2018 logró avanzar nuevamente hasta la Fase Final, donde volvió a caer eliminado en cuartos de final ante Palmeiras. En la Serie D fue ubicado en el grupo 13, donde quedaría en segundo lugar de cuatro equipos, clasificando así a la siguiente fase. Eliminaría a Macaé en segunda fase, mientras que en tercera fase fue eliminado por Linense. Clasificó así a la Serie D del año siguiente, tras no poder ascender y gracias a su rendimiento hecho en el Campeonato Paulista.
En el Campeonato Paulista de 2019 fue eliminado por tercer año consecutivo en cuartos de final por tercera vez consecutiva ante Palmeiras. En la Serie D se ubicó en el grupo 14, donde clasificó a segunda fase tras quedar en primer puesto de cuatro equipos. En segunda fase fue eliminado por Boavista de Río de Janeiro en tanda de penales. Logró clasificarse a la Serie D del año siguiente y por primera vez a la Copa de Brasil.
En el Campeonato Paulista de 2020 quedó eliminado en fase de grupos. En la Copa de Brasil cayó eliminado en primera fase tras perder de local 1-2 ante Figueirense. En la Serie D se ubicó en el grupo 8, donde clasificó a la siguiente fase tras quedar en primer puesto de ocho equipos. En segunda fase eliminó a FC Cascavel, en tercera fase a Goiânia, clasificando así a los cuartos de final, ronda en la cual se definen los ascensos al Campeonato Brasileño de Serie C. Su rival en cuartos de final fue Nacional Fast Clube, equipo al que le ganó tanto el duelo de ida como el de vuelta, logrando así su primer ascenso en una categoría nacional. En semifinales cayó eliminado ante Floresta, sin embargo su ascenso ya estaba hecho.
En el Campeonato Paulista de 2021 volvió a a quedar eliminado en fase de grupos, sin embargo clasificó al Trofeo del Interior Paulista. El 20 de mayo de 2021, Novorizontino gana el Trofeo del Interior Paulista por primera vez tras vencer en la final por 2-0 al Ponte Preta. En su debut en la Serie C fue ubicado en el grupo B, donde clasificó a la Segunda Fase tras quedar en primer lugar de diez equipos. En Segunda Fase fue ubicado en el grupo B junto a Manaus, Tombense e Ypiranga de Erechim. Llegada la última fecha, Novorizontino se ubicaba en la tercera posición, cuando tenía que enfrentar a Manaus (rival directo por el ascenso) de local. El 7 de noviembre de 2021 logró vencer por 2-0 a Manaus, logrando así por primera vez ascender al Campeonato Brasileño de Serie B.
En el comienzo de la temporada 2022, tuvo un comienzo terrible en el Campeonato Paulista, logrando 3 empates y 6 derrotas en sus primeros nueve partidos, tras esta serie de partidos hizo su debut en la Copa de Brasil, donde fue eliminado por Tuna Luso tras perder 1-0. Cuatro días después de su eliminación copera, sumó otra derrota en el Paulistão, esta vez de local por 1-2 ante Inter de Limeira, esta derrota lo condenó a su primer descenso del Campeonato Paulista en su corta historia. En abril hizo su debut en la segunda división nacional, donde pasaría la mayor parte de la temporada en la mitad de la tabla, sin embargo en las últimas fechas tuvo una serie de malos partidos que lo obligó a luchar por salvar la categoría, llegando incluso a la última fecha en el puesto 17, posición de descenso. En la última fecha, debía ganar como visitante al Operário Ferroviário, esperando que su rival directo, CSA, no le gane a Cruzeiro. Ambos partidos se jugaron en simultáneo, por un lado, Novorizontino ganaba desde un principio su partido, mientras que CSA vencía sorpresivamente a Cruzeiro hasta los 80 minutos, sin embargo, llegado los minutos de descuento, Cruzeiro remontaría el partido al CSA, lo cual le daba la milagrosa salvación a Novorizontino.

## Palmarés

### Torneos estaduales
- Campeonato Paulista A3: 1

2014.
- Campeonato Paulista del Interior: 1

2021.

## Jugadores

### Plantilla 2025

#### Altas y bajas 2024/2025 (verano)
| Altas   | Altas    | Altas       | Altas | Altas |
| Jugador | Posición | Procedencia | Tipo  | Costo |
| ------- | -------- | ----------- | ----- | ----- |

| Bajas    | Bajas    | Bajas    | Bajas          | Bajas |
| Jugador  | Posición | Destino  | Tipo           | Costo |
| -------- | -------- | -------- | -------------- | ----- |
| Reverson | Defensa  | Paysandu | Transferencia. | --    |

## Entrenadores
- Doriva (septiembre de 2017–marzo de 2018)[32][33]
- Ito Roque (marzo de 2018–2018)[34][35]
- Roberto Fonseca (noviembre de 2018–marzo de 2019)[36][37]
- Moisés Egert (abril de 2019–junio de 2019)[38][39]
- Roberto Fonseca (noviembre de 2019–enero de 2021)[40][41]
- Léo Condé (febrero de 2021–febrero de 2022)[42][43]
- Allan Aal (febrero de 2022–junio de 2022)[44][45]
- Rafael Guanaes (junio de 2022–septiembre de 2022)[46][47]
- Mazola Júnior (septiembre de 2022–noviembre de 2022)[48][49]
- Eduardo Baptista (noviembre de 2022–abril de 2025)[50][51]
- Ben-Hur Moreira (interino- abril de 2025)[30]
- Umberto Louzer (abril de 2025–presente)[4]